# الاستغلال التجاري للفضاء

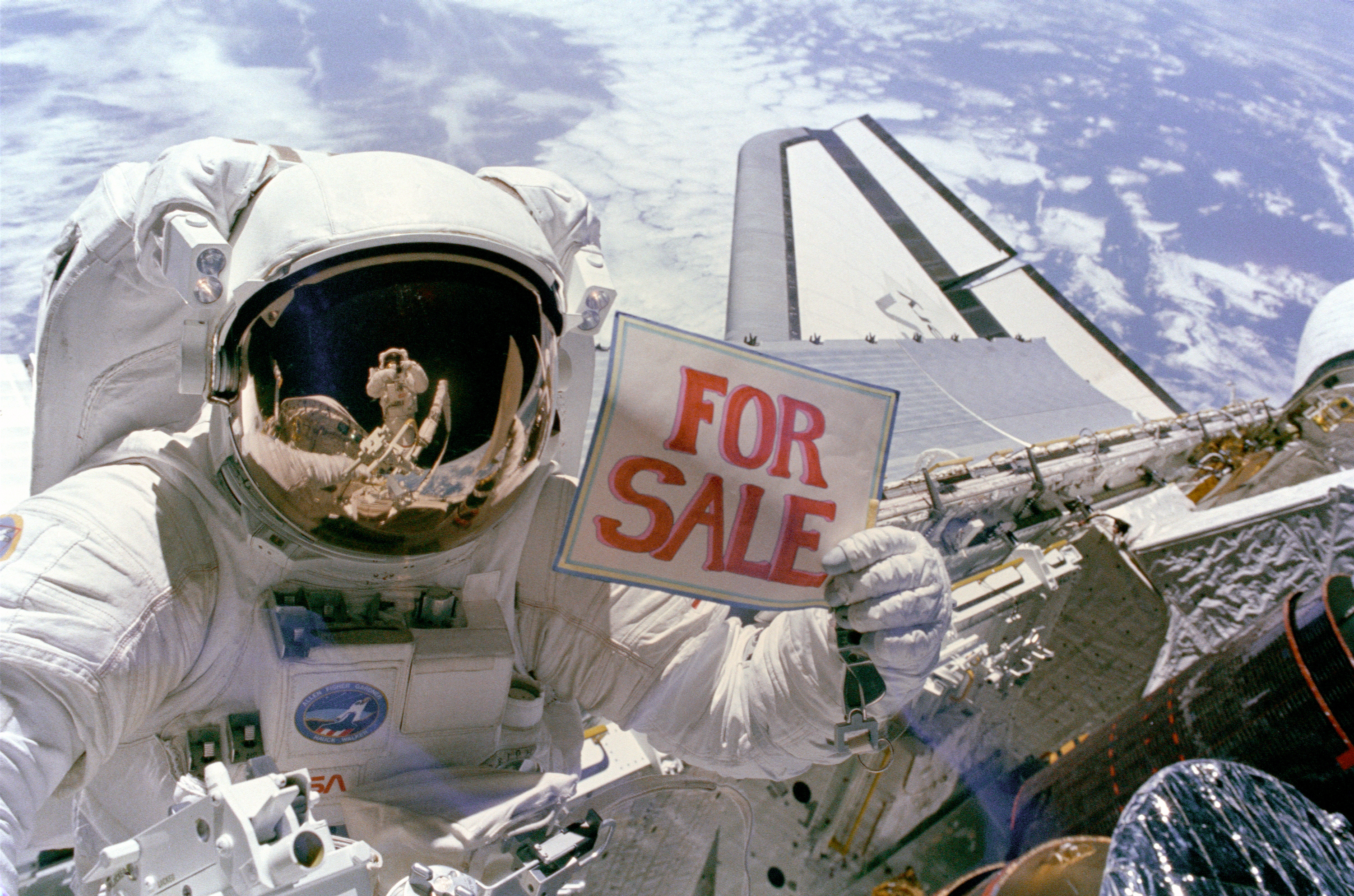

الاستغلال التجاري للفضاء هو توفير سلع أو خدمات ذات قيمة تجارية باستخدام المعدات التي أرسلت في مدار حول الأرض أو إلى الفضاء الخارجي. بعض الأمثلة عن الاستغلال التجاري للفضاء تشمل: الملاحة عبر الأقمار الصناعية، التلفزيون الفضائي، الصور الفضائية. بعض المشاريع التجارية لها خطة طويلة الأمد لاستغلال الموارد الطبيعية الناشئة خارج الأرض، على سبيل المثال: التعدين الفضائي. وتشهد سياحة الفضاء حاليا نشاطا إستثانئيا، ومن المتوقع أن تشهد نموا في المستقبل في ظل سعي الشركات للحد من التكاليف ومخاطر رحلات الفضاء البشرية.
أول إستغلال تجاري للفضاء حدث في عام 1962، عندما تم إطلاق القمر الاصطناعي تيلستار لنقل إشارات التلفزيون عبر المحيط الأطلسي. بحلول عام 2004 قدرت الإستثمارات العالمية في جميع قطاعات الفضاء بحوالي 50.8 مليار دولار أمريكي. وبحلول عام 2010، وصلت نسبة الإطلاقات الفضائية للأغراض التجارية نحو 31% من إجمالي الإطلاقات.

## تاريخ
كان أول استغلال تجاري للفضاء عند إطلاق القمر الاصطناعي تيلستار 1 عام 1962، والذي مثَّل أول عملية إطلاق فضائي بتمويل خاص من خلال شركة إيه تي آند تي ومختبرات بل للهواتف. كان تيلستار 1 قادرًا على ترحيل إشارات التلفاز عبر المحيط الأطلسي، وكان أول قمر اصطناعي يقدم خدمة البث المباشر للتلفاز، وبث الإشارات الهاتفية، وإشارات الفاكس، وإشارات البيانات الأخرى. طورت شركة طائرات هيوز، بعد ذلك بعامين، القمر الاصطناعي سينكوم 3، وهو قمر اتصالات اصطناعي في مدار أرضي جغرافي متزامن استأجرته وزارة الدفاع الأمريكية. أدرك الناس الإمكانيات التجارية التي تقدمها الأقمار الاصطناعية بشكل أكبر عندما استُخدم سينكوم 3، الذي يدور حول الأرض بالقرب من خط التاريخ الدولي، لبث الألعاب الأولومبية لعام 1964 تلفزيونيًا من طوكيو إلى الولايات المتحدة.
أطلقت وكالة ناسا سلسلةً من الأقمار الاصطناعية الخاصة بالطقس، بين عامي 1960 و1966، وعُرفت بالأقمار الاصطناعية التلفزيونية للرصد بالأشعة تحت الحمراء (تيروس). أحدثت هذه الأقمار الاصطناعية طفرةً في تقدم علم الأرصاد الجوية بجميع أنحاء العالم؛ بسبب استخدام الصور المُلتقطة بواسطة هذه الأقمار لإجراء توقعات الأحوال الجوية بشكل أفضل، ما يخدم المصالح العامة والتجارية.
وفي السادس من أبريل عام 1965، وضعت شركة طائرات هيوز القمر الاصطناعي للاتصالات إنتلسات 1 في مدار أرضي جغرافي متزامن فوق المحيط الأطلسي. بُني هذا القمر لصالح شركة الاتصالات الفضائية (كومسات)، وبيَّن أن الاتصالات الفضائية عبر الأقمار الاصطناعية أمرًا عمليًا من الناحية التجارية. سمح هذا القمر بإجراء اتصالات شبه فورية بين أوروبا وأمريكا الشمالية من خلال الإرسالات التلفزيونية، والهاتفية، والفاكس. أطلق الاتحاد السوفيتي، بعد عامين، القمر الاصطناعي أوربيتا، والذي قدم خدمة بث إشارات التلفاز عبر روسيا، لتبدأ أول شبكة وطنية روسية للتلفاز الفضائي. وبالمثل، أطلقت شركة تيليسات كندا القمر الاصطناعي «أنيك-إيه» عام 1972 ليسمح لهئية الإذاعة الكندية أن تصل إلى كندا الشمالية للمرة الأولى.
وبدايةً منذ عام 1997، بدأت شركة إريديوم للاتصالات في إطلاق سلسلة من الأقمار الاصطناعية عُرفت باسم كوكبة أقمار إريديوم الاصطناعية، والتي قدمت أول أقمار اصطناعية تعمل على توفير خدمة الهاتف الفضائي.

## الملاحة عبر الأقمار الاصطناعية
يقدم نظام الملاحة بالأقمار الاصطناعية تموضع فراغي جغرافي بصورة ذاتية، باستخدام التغطية العالمية للكوكب بواسطة منظومة من الأقمار الاصطناعية. يسمح هذا النظام لبعض المستقبلات الإلكترونية الصغيرة أن تحدد موقعها، من ناحية خطوط الطول، وخطوط العرض، والارتفاع/الارتفاع الجغرافي، بدقة بالغة في نطاق بضعة أمتار باستخدام إشارات زمنية مُرسلة بطول خط البصر بواسطة أنظمة الراديو بالأقمار الاصطناعية. ستمكن الإشارات أيضًا المستقبلات الصغيرة من حساب التوقيت الحالي بدقة بالغة، ما يسمح بإجراء عمليات مزامنة الوقت. يمكن أن يُطلق على نظام الملاحة عبر الأقمار الاصطناعية بالتغطية العالمية اسم «نظام الملاحة العالمي عبر الأقمار الاصطناعية (جي إن إس إس)».

## الاسترداد التجاري للموارد الفضائية
يُعرَّف الاسترداد التجاري للموارد الفضائية على أنه استغلال المواد الخام الموجودة بالكويكبات، والمذنبات، وأجرام الفضاء الخارجي، بما يتضمن الأجرام القريبة للأرض. يمكن تعدين المعادن والمواد المتطايرة بهدف تحقيق استخدام الموارد في الموقع عند استخدامها في الفضاء، مثل مواد البناء، والمواد الدافعة الصاروخية، ويمكن أيضًا أن تُرسل هذه الموارد إلى الأرض. تتضمن هذه الموارد كلًا من الذهب، والإريديوم، والفضة، والأوزميوم، والبالاديوم، والبلاتين، والرينيوم، والروديوم، والروثينيوم، والتنغستن، وهي المواد التي ستُنقل إلى الأرض؛ والحديد، والكوبالت، والمنغنيز، والموليبدنوم، والنيكل، والألومينيوم، والتيتانيوم، وهي المواد التي ستُستخدم في أعمال البناء؛ والماء والأكسجين لبقاء رواد الفضاء على قيد الحياة؛ بالإضافة إلى الهيدروجين، والأمونيا، والأكسجين، وهي المواد التي ستُستخدم باعتبارها مواد دافعة صاروخية.
يوجد شركات تجارية عديدة تعمل في هذا المجال، مثل شركة الموارد الكوكبية، وشركة صناعات الفضاء العميق.